# Trzęsienie ziemi w Albanii (2019)
Trzęsienie ziemi w Albanii (2019) – trzęsienie ziemi o dużej mocy, które 26 listopada 2019 roku nawiedziło północno-zachodnią część Albanii.
Magnituda wstrząsu sejsmicznego wyniosła 6,4, a jego epicentrum znajdowało się 16 km na południowy zachód od miasta Mamurras. Wstrząs odczuwalny był w albańskiej stolicy, Tiranie, a także miejscach znacznie oddalonych od epicentrum, między innymi w Tarencie (Włochy) i Belgradzie (Serbia). To trzęsienie ziemi okazało się tragiczne w skutkach – zginęło co najmniej 51 osób, a ponad 3000 innych zostało rannych. Było to najsilniejsze trzęsienie ziemi, jakie nawiedziło Albanię od ponad 40 lat. Do największych zniszczeń doszło w mieście Durrës, które znalazło się w bezpośrednim otoczeniu epicentrum. Wstrząsy odczuwalne były w promieniu kilkuset kilometrów, w państwach ościennych: Macedonii Północnej, Grecji, Serbii, Włoszech, a nawet w odległej Szwajcarii.

## Położenie tektoniczne
Albania położona jest w regionie, który charakteryzuje się intensywną aktywnością sejsmiczną. Okolice Morza Śródziemnego stanowią strefę kolizji dwóch głównych płyt litosfery: afrykańskiej i euroazjatyckiej. Granica kontaktu tych dwóch płyt wyznacza strefę konwergencji, w której dwie płyty typu kontynentalnego, napierają na siebie, wzajemnie się zgniatając. W okresie 100 lat poprzedzających wstrząsy z 2019 roku w tym regionie (w odległości nie większej niż 150 km od epicentrum) doszło do siedmiu trzęsień ziemi równych lub silniejszych niż 6 MW. W 1979 roku doszło do najtragiczniejszego w skutkach tego typu wydarzenia (6,9 MW), które oddalone było o 70 km na północny wschód od tego z 2019 roku – w Czarnogórze. Zginęło tam wówczas 135 osób: 100 w Czarnogórze i 35 w Albanii.

## Przebieg trzęsienia ziemi
Trzęsienie ziemi w Albanii odnotowane zostało 26 listopada 2019 r. o godzinie 2:54 UTC (czas lokalny: 3:54). Magnituda wstrząsu wyniosła 6,4 MW. Epicentrum zlokalizowane było w strefie wybrzeża morskiego, 7 km na północ od albańskiego portu w Durrës i blisko 30 km na zachód od Tirany. Zjawisko to było zlokalizowane niemal w tym samym miejscu, co trzęsienie ziemi, które miało miejsce 21 września tego samego roku.
Siła tego wstrząsu była tak duża, że zarejestrowany został na zapisach monitoringu aktywności sejsmicznej w obejmującej terytorium Polski i strefę przygraniczną sieci obserwacyjnej państwowej służby geologicznej (PSG_Sejs_NET); na stacji sejsmicznej państwowej służby geologicznej we wsi Hołowno (woj. lubelskie) zarejestrowany został obraz falowy.
Z uwagi na wcześniejsze, mocne wstrząsy (4,4 MW), które odczuwalne były około godzinę wcześniej, duża część mieszkańców z okolicy obszaru epicentralnego opuściło domy; w chwili wystąpienia głównego wstrząsu pozostawali poza budynkami.
Przez pierwsze 24 godziny od głównego wstrząsu zarejestrowanych zostało ponad 500 wstrząsów wtórnych, z których cztery były silniejsze niż M5, a także kolejne piętnaście o sile między M4 a M5 (stan na: 23:00 UTC, 28 listopada). Najsilniejszy wstrząs wtórny wystąpił o godzinie 7:08 CET (UTC+1), mniej niż cztery godziny po wstrząsie głównym, a jego magnituda wyniosła 5,4; to wydarzenie spowodowało wstrząs o intensywności VII (very strong, tłum. bardzo silny).

### Wstrząsy wtórne
| Data         | Czas (UTC) | Magnituda MW | Intensywność | Głębokość | Lokalizacja                            | Źr.    |
| ------------ | ---------- | ------------ | ------------ | --------- | -------------------------------------- | ------ |
| 26 listopada | 2:59:24    | 5,1          | —            | 10 km     | 6 km na płn., płn.-zach. od Shijak     | [ 14 ] |
| 26 listopada | 3:03:00    | 5,3          | VII          | 10 km     | 9 km na zach., płn.-zach. od Vore      | [ 15 ] |
| 26 listopada | 6:08:22    | 5,4          | VII          | 10 km     | 22 km na zach. od Mamurras             | [ 13 ] |
| 26 listopada | 7:27:02    | 4,8          | V            | 10 km     | 21 km zach., płd.-zach. od Mamurras    | [ 16 ] |
| 26 listopada | 12:14:13   | 4,4          | —            | 10 km     | 12 km na północ od Durrës              | [ 17 ] |
| 26 listopada | 13:05:00   | 4,9          | IV           | 10 km     | 13 km na zachód od Mamurras            | [ 18 ] |
| 26 listopada | 15:11:56   | 4,2          | —            | 10 km     | 19 km na zach., płn.-zach. od Mamurras | [ 19 ] |
| 26 listopada | 17:19:13   | 4,7          | VI           | 10 km     | 21 km na północ od Durrës              | [ 20 ] |
| 27 listopada | 11:03:35   | 4,1          | III          | 10 km     | 16 km na zachód od Mamurras            | [ 21 ] |
| 27 listopada | 14:45:24   | 5,3          | VI           | 12,6 km   | 19 km na zach., płd.-zach. od Mamurras | [ 22 ] |
| 27 listopada | 22:19:00   | 4,3          | III          | 10 km     | 21 km na płn., płn.-zach. od Durrës    | [ 23 ] |
| 27 listopada | 22:50:15   | 4,5          | —            | 10 km     | 16 km na północ od Durrës              | [ 24 ] |
| 27 listopada | 22:51:24   | 4,4          | —            | 10 km     | 13 km na północ od Durrës              | [ 25 ] |
| 27 listopada | 23:02:49   | 4,2          | —            | 10 km     | 12 km na północ od Durrës              | [ 26 ] |
| 28 listopada | 10:25:05   | 4,5          | —            | 10 km     | 22 km na zach., płd.-zach. od Mamurras | [ 27 ] |
| 28 listopada | 10:52:42   | 4,9          | IV           | 10 km     | 23 km na zachód od Mamurras            | [ 28 ] |

1. 1 2  Kierunek: północ, północny zachód
2. 1 2  Kierunek: zachód, północny zachód
3. 1 2 3  Kierunek: zachód, południowy zachód

## Zniszczenia
W zlokalizowanym w pobliżu epicentrum dużym portowym mieście Durrës, a także we wsi Kodër-Thumanë zniszczenia spowodowane trzęsieniem ziemi były bardzo poważne. W Durrës zawaliły się dwa hotele i dwa apartamentowce. W Kodër-Thumanë zawaleniu uległy cztery budynki. Z sąsiednich krajów, a także innych państw europejskich do Albanii przybyły ekipy ratownicze ze specjalistycznym sprzętem, psami tropiącymi i kryzysowym zaopatrzeniem, które miały pomóc w poszukiwaniach oraz zapewnić opiekę osobom bezdomnym. Siły specjalne RENEA kontynuowały poszukiwanie kilku osób, których zaginięcie zgłoszono; z gruzów uratowano co najmniej 45 osób.
Zgodnie z oficjalnymi danymi 51 osób zginęło – 25 w Durrës, 25 w Kodër-Thumanë oraz 1 w Lezhë. Wstrząsy wtórne utrudniały poszukiwania zespołom ratunkowym. Początkowo przedstawiciele Ministerstwa Zdrowia Albanii potwierdzili, że liczba rannych wyniosła ponad 900, z których 731 leczono w szpitalach w Trauma i w Durrës.
30 listopada albański premier, Edi Rama, przekazał informację o zakończeniu poszukiwań i akcji ratunkowej, ponieważ uznano, że pod gruzami nie znajdują się już ciała. W tym samym oświadczeniu podał, że ostateczna liczba rannych wyniosła 2000, a według wstępnych ustaleń ponad 4000 osób zostało pozbawionych domów na skutek klęski żywiołowej. Według tych samych wstępnych danych poważnym zniszczeniom uległo ponad 1465 budynków w stolicy, Tiranie, oraz około 900 w pobliskim Durrës.
Z powodu trzęsienia ziemi wysiedlonych zostało 2500 osób, z których część tymczasowo zakwaterowano w namiotach na murawie stadionu Niko Dovana w Durrës, a część w hotelach. Przedstawiciele Turcji ewakuowali z Albanii 23 swoich obywateli do szpitala zlokalizowanego w prowincji Izmir nad Morzem Egejskim. Oddalona o 5 km od epicentrum głównego trzęsienia i niecały kilometr od wtórnego wstrząsu o sile 5,3 MW baza Ashraf-3, z której korzysta 4000 członków Organizacji Bojowników Ludowych Iranu (OBL) i Narodowej Rady Irańskiego Ruchu Oporu (fr. CNRI), uległa znacznym zniszczeniom, a część osób zginęła.

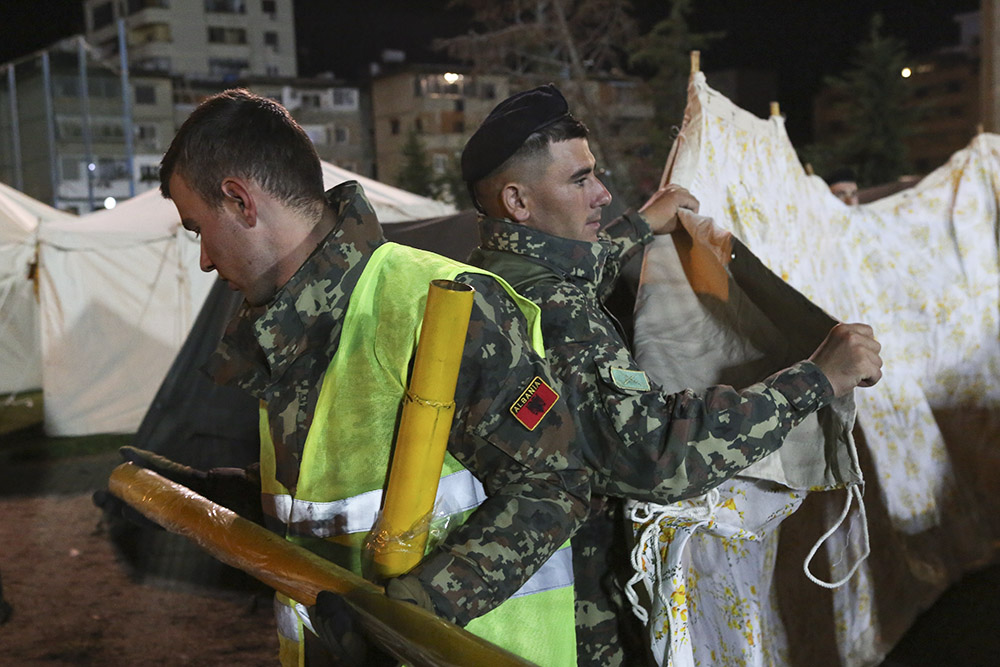
Członkowie albańskiej armii zaangażowani w pomoc
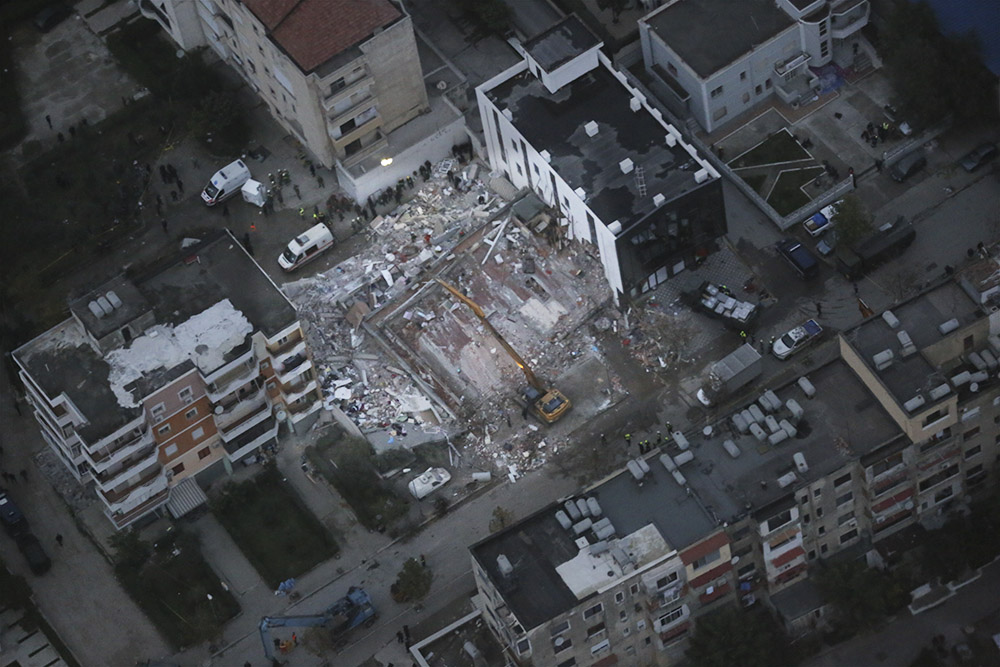
Widok z lotu ptaka na zawalony budynek w Durrës
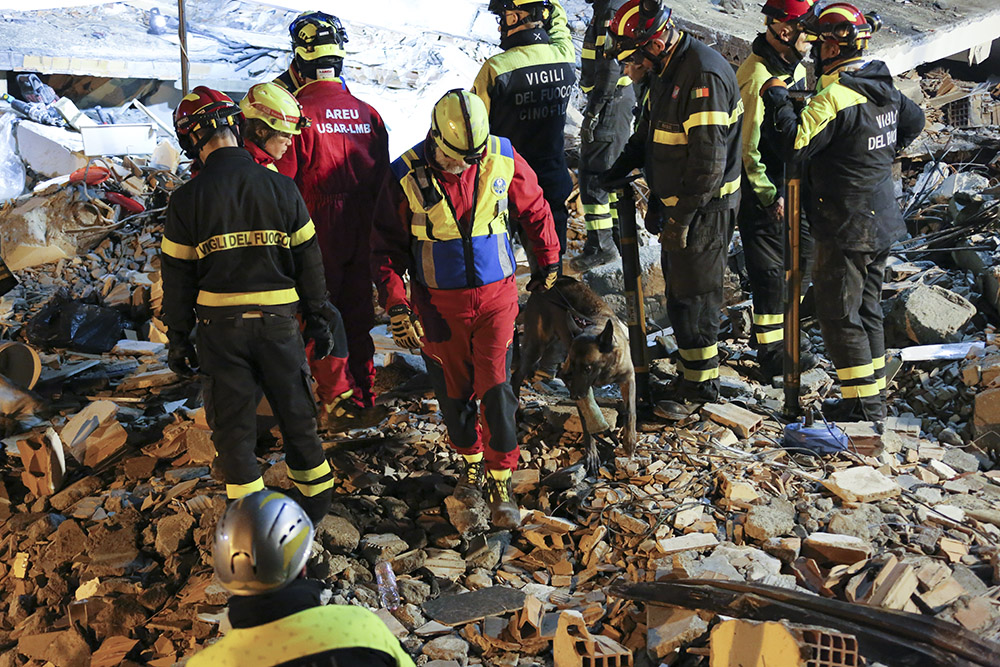
Ekipy poszukiwawcze i ratownicze z Włoch pracujące przy ruinach
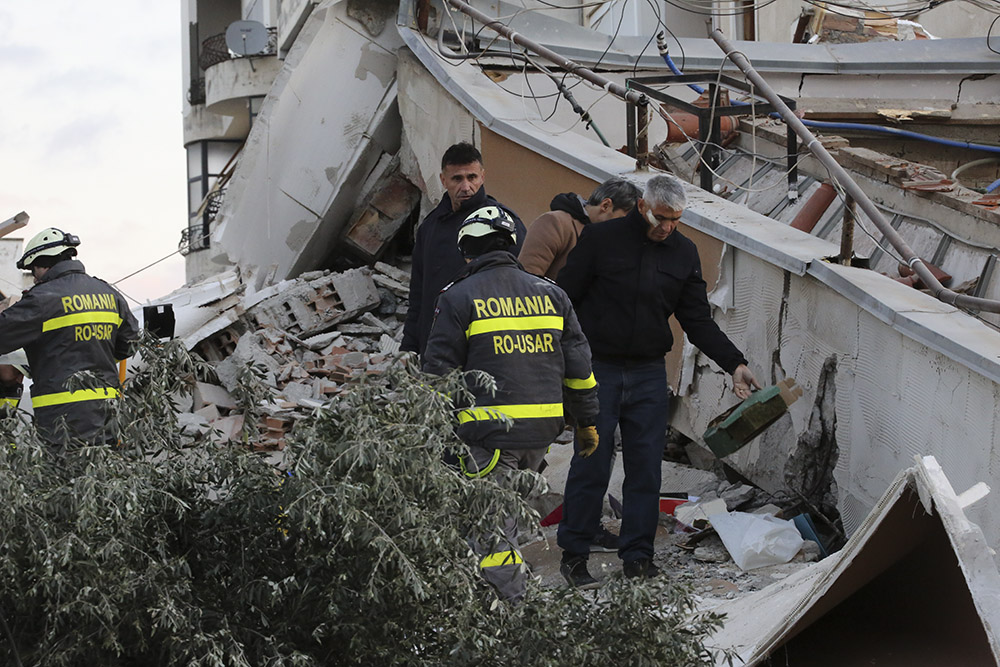
Ekipy poszukiwawcze i ratownicze z Rumunii pracujące przy ruinach
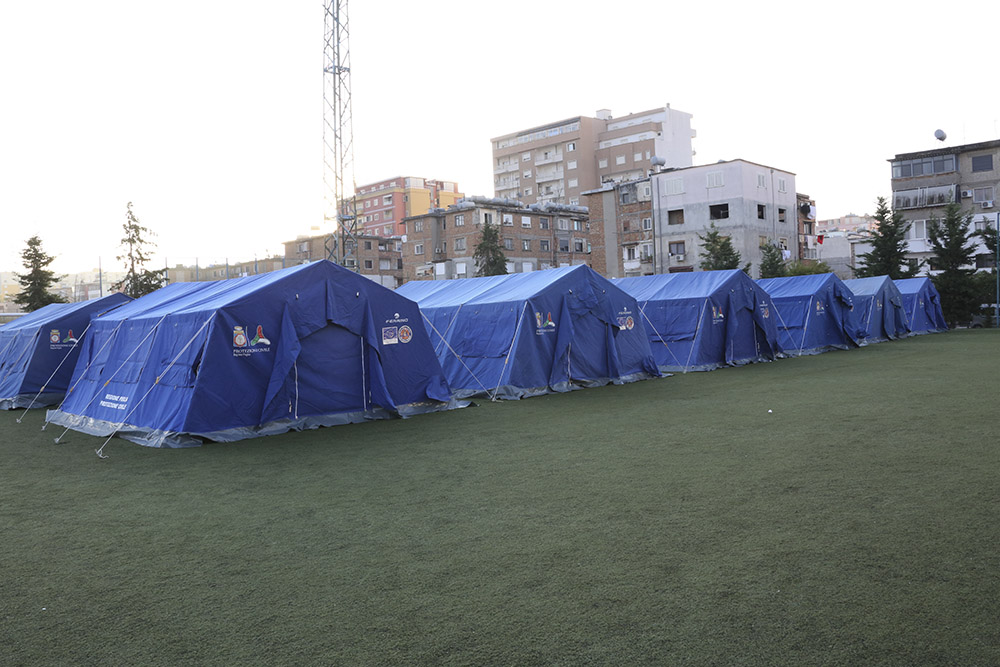
Tymczasowe namioty przygotowane dla wysiedleńców na murawie stadionu Niko Dovana (Durrës)
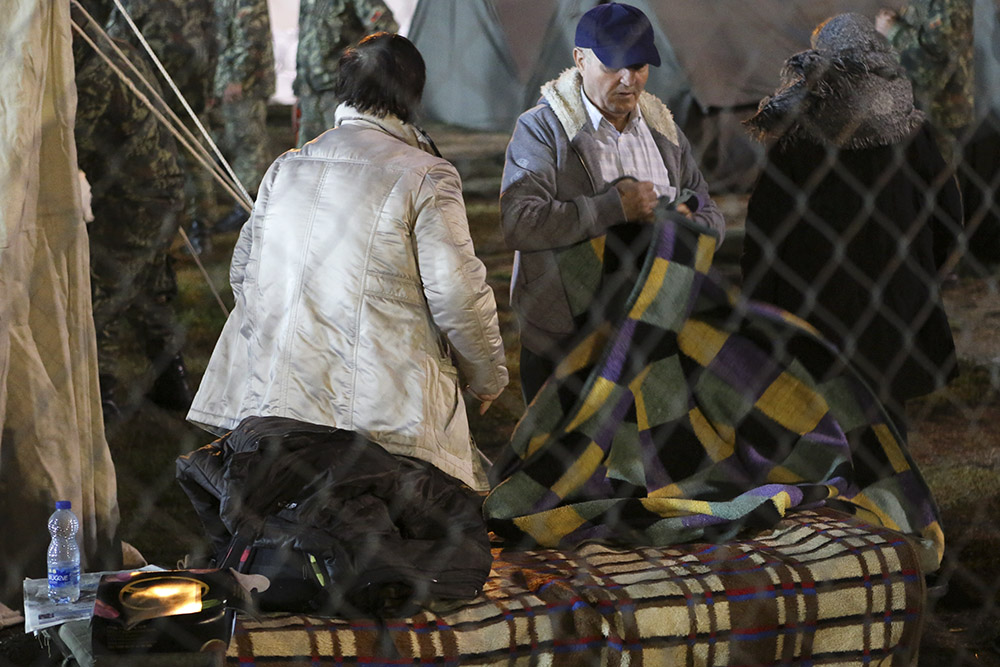
Wysiedleńcy ulokowani w tymczasowych namiotach